# Василије Марковић
Др Василије Марковић Алађуз (Горњи Страњани, 3. децембар 1882 — Београд, 6. фебруар 1920) био је српски историчар и први доктор историјских наука који је ту титулу стекао на Београдском Универзитету.

## Младост и школовање
Рођен је у Страњанима, у близини Пријепоља у коме је завршио основну школу. Гимназију је учио у Солуну и Скопљу као благодејац. Као један од најбољих ученика Скопске гимназије нашао се међу оснивачима националног друштва Српско коло у Скопљу међу виђенијим Србима из Старе Србије. Своје образовање је наставио на Великој Школи у Београду, на којој се истакао својим радовима за које његов професор Станоје Станојевић рекао:
да су његови семинарски радови били, у ствари научни радови.

## Одбрана докторске дисертације и рад у гимназијама
По завршеној Великој Школи три године је провео као наставник у гимназији у Пљевљима.
У новембру 1908. напушта службу и посвећује се својој докторској дисертацији на тему: „Историја српских манастира“. Након одбране дисертације 1909. постаје први доктор историјских наука који је ту титулу стекао на Београдском универзитету, али због Балканских ратова, никада није званично промовисан. Пре њега је дисертацију о цару Јовану Ненаду одбранио Радосав Јовановић, али он своје дело никада није објавио због чега није озваничен. Пошто је Марковић умро у трену када је његово дело било штампано, тек је Грк Михаило Ласкарис, као трећи који је одбранио дисертацију на Београдском универзитету са темом „Византијске принцезе на српском престолу у средњем веку“ био и званично промовисан у доктора историјских наука.
Потом постаје наставник Друге београдске гимназије, а у фебруару 1914. полаже професорски испит. Тада му је понуђено место професора на униварзитету, али је тај посао одбио желећи да се припреми за положај професора Богословског факултета.
Уређивао је алманах Невен-слога.

## Учешће у ослободилачким ратовима
Током комитске борбе у Старој Србији, тесно је сарађивао са комитским војводама, поготово са својим великим пријатељем Сретеном Вукосављевићем. Као борац учествује у ослободилачким ратовима од 1912, посебно се истакавши у Кумановској бици. Након преласка Албаније, бива постављен на место комесара енглеске болнице Вундед Алајс и 1. октобра 1916. са 25 рањеника бива престациониран у Воден. На том положају остаје највероватније до 17.04. 1917. када на инсистирање министарства иностраних дела бива пензионисан у Солуну са чином резервног подофицира и бива упућен у Атину да ради као дипломата. Године 1918. објављује расправу „Да ли су средњовековни Срби сматрали Македонију бугарском?“, која 1919. бива прерађена и преведена на француски за потребе Версајске мировне конференције.
Објавио је неколико расправа и чланака, а за потребе „Историје Срба“ свог професора и пријатеља Станоја Станојевића израдио је историјске карте. Смрт га је стигла када је у штампу предао своје дело „Православно Монаштво и манастири у средњовековној Србији“ које је постхумно објављено, а ових година је доживело неколико реиздања.
Др Василије Марковић умире од шпанске грознице 6. фебруара 1920. године.
Био је ожењен Латинком Шаркић са којом је имао две ћерке:
- Јелицу (1919)
- Зорку (1920), рођену као посмрче

## Дела
- „Православно Монаштво и манастири у средњовековној Србији“
- „Историјски атлас“
- „Да ли су средњовековни Срби сматрали Македонију бугарском?“
- „Односи Дубровника са Србијом од 1358. до 1362. године“
- „Службена назвања области и места у новооснованим крајевима“
- „Ктитори, њихове дужности и права“
- „О титуларима српских владара у средњем веку“